# Chamguava schippii
Chamguava schippii là một loài thực vật có hoa trong Họ Đào kim nương. Loài này được (Standl.) Landrum mô tả khoa học đầu tiên năm 1991.